# Inteligencia intrapersonal
La inteligencia intrapersonal es una de las inteligencias del modelo propuesto por Howard Gardner en la teoría de las inteligencias múltiples y se define como la capacidad que nos permite conocernos mediante un autoanálisis.

## Características
Despuntar en materias como las matemáticas o el lenguaje es importante, pero puede no ser suficiente para alcanzar un desarrollo personal y profesional adecuado. Sin embargo, si esas habilidades se complementan con una buena inteligencia intrapersonal, que es la capacidad de conocerse a uno mismo y actuar en consecuencia, las posibilidades de tener éxito en el trabajo y encontrarse feliz y satisfecho en el plano personal se acrecientan.
La inteligencia intrapersonal es uno de los componentes del  modelo de las inteligencias múltiples propuesto por Howard Gardner. Este modelo propugna que no existe una única inteligencia, sino una multiplicidad (en principio propuso 7, que luego aumentó a 8).
La inteligencia intrapersonal se refiere a la autocomprensión, la capacidad de ver cómo somos y qué queremos, el acceso a la propia vida emocional, a los propios sentimientos, la capacidad de diferenciar estos sentimientos o emociones, ponerles nombre y recurrir a ellos para interpretar y orientar la propia conducta.
Las personas que disponen de una inteligencia intrapersonal notable poseen modelos viables y eficaces de sí mismas. Pero al ser esta forma de inteligencia la más privada de todas, requiere otras formas expresivas para que pueda ser observada en funcionamiento.
La inteligencia interpersonal permite comprender y trabajar con los demás, mientras que la intrapersonal permite comprenderse mejor y trabajar con uno mismo. En el sentido individual de uno mismo, es posible hallar una mezcla de componentes intrapersonales e interpersonales. El sentido de uno mismo es una de las más notables invenciones humanas: simboliza toda la información posible respecto a una persona y qué es. Se trata de una invención que todos los individuos construyen para sí mismos, se fortalece haciendo acciones para reconocerse y relacionarse a sí mismo/a, por ejemplo escribiendo y pensando tus experiencias.

## Cualidades de una persona con inteligencia intrapersonal
La inteligencia intrapersonal es la capacidad para formarse un modelo ajustado y verídico de uno mismo y ser capaz de usarlo para desenvolverse en la vida. Está directamente relacionada con el conocimiento de la propia persona y la capacidad de tener una imagen individual precisa y objetiva. También implica autodisciplina, autocomprensión, autoestima, conciencia de los estados de ánimo interiores, intenciones, motivaciones, temperamentos y deseos.
Las principales cualidades de las personas con la inteligencia intrapersonal bien desarrollada son:
- Autocontrol
- Autodisciplina
- Elevada autoestima
- Consciencia de las propias limitaciones y conocimientos, es decir autocomprensión[1]
- Ponderación de  la importancia de sus acciones
- Capacidad para realizar introspección y meditación y sacarle rendimiento
- Conseguir un gran alineamiento con el presente, el aquí y el ahora

La inteligencia intrapersonal es también la capacidad de ver con realismo y veracidad cómo somos y qué queremos, estableciendo prioridades y anhelos personales para actuar en consecuencia. Las personas con este tipo de inteligencia no suelen engañarse con respecto a sus propios sentimientos y emociones, y saben cómo respetarlos.
Las personas con inteligencia intrapersonal son capaces de analizar el porqué de sus pensamientos y actitudes, pudiendo con ello corregir los comportamientos y acciones que no les convienen. También tienen más posibilidades de tomar decisiones acertadas a la hora de elegir qué estudios cursar o qué trabajos aceptar.
Para lograr el equilibrio emocional es fundamental conocer cómo satisfacer nuestras necesidades emocionales, lo que nos permite calmarnos ante situaciones estresantes y actuar con practicidad y eficacia, evitando reacciones desmedidas ante determinadas situaciones. Todo esto redunda en un marcado bienestar emocional que influye positivamente en el resto de inteligencias, así como en el plano físico.
Ligada a la inteligencia intrapersonal encontramos otro tipo de inteligencia: la interpersonal, que es la capacidad de interactuar con otras personas, entenderlas y empatizar con ellas. Las personas con inteligencia interpersonal son capaces de discernir qué le sucede a otra persona en un determinado contexto. Esto supone una gran ventaja, ya que pueden actuar de manera apropiada en relación con los estados de ánimo, las conductas y los deseos de las personas que las rodean en el plano familiar, social y profesional.
Por lo general, quienes poseen inteligencia interpersonal son populares, tienen muchos amigos y tienden a mantener una buena relación con los compañeros de trabajo y con la gente que los rodea. Les resulta sencillo captar las necesidades ajenas y, por lo tanto, reaccionan en consecuencia. Tienen una gran facilidad para encontrar las palabras adecuadas y el comportamiento idóneo para lograr la empatía con su interlocutor y, al leer emociones en los demás, pueden adoptar una actitud positiva, puesto que es necesario tener en cuenta lo que la otra persona siente o necesita para lograr una comunicación realmente efectiva.
Una de las claves de la empatía se encuentra en prestar mucha atención al lenguaje no verbal: tono de voz, expresiones de la cara, movimientos del cuerpo, gestos, a dónde se dirigen los ojos, etc. En caso de que las palabras y el lenguaje no verbal de una persona no concuerden, es conveniente centrarse en cómo dice algo más que en las palabras que utiliza para decirlo.
La inteligencia intrapersonal sumada a la inteligencia interpersonal dan como resultado la inteligencia emocional, una habilidad muy importante para desarrollarse con normalidad, prosperar en el plano profesional y personal y alcanzar un alto grado de bienestar y satisfacción.